# Millers waterspitsmuis
De Millers waterspitsmuis (Neomys anomalus) (ook wel moeraswaterspitsmuis of moerasspitsmuis genoemd) is een zoogdier uit de familie der spitsmuizen (Soricidae).

## Kenmerken
Millers waterspitsmuis heeft een bleke buik, die duidelijk is gescheiden van zijn zwarte bovenzijde. De stijve borstelharen op de staart en de achterpoten zijn minder ontwikkeld. Ook is het speeksel van Millers waterspitsmuis minder giftig. De soort is kleiner dan de gewone waterspitsmuis. De kop-romplengte is 64-88 mm, de staartlengte 42-67 mm, en het gewicht is 7,5-16,5 gram.

## Leefwijze
Hij lijkt veel op de verwante waterspitsmuis (Neomys fodiens). De Millers waterspitsmuis is minder aan het water gebonden als de gewone waterspitsmuis.  Daardoor is hij minder aangepast aan het leven in het water als de gewone waterspitsmuis. Hij eet voornamelijk insecten, slakken en wormen.

## Verspreiding
Millers waterspitsmuis komt voor in vochtig grasland nabij water en moerasgebied. In het westen van zijn leefgebied komt hij alleen in berggebieden voor, meer naar het oosten komt hij ook in lagere gebieden voor. De soort komt voor in Portugal, Spanje, Frankrijk (Centraal Massief) en de Alpen, en in Oost-Europa van de Balkan tot de Krim. Waarschijnlijk komt hij ook voor in Klein-Azië en Iran. Hij graaft zelden zijn eigen holen.